# Kerk van Jukwerd

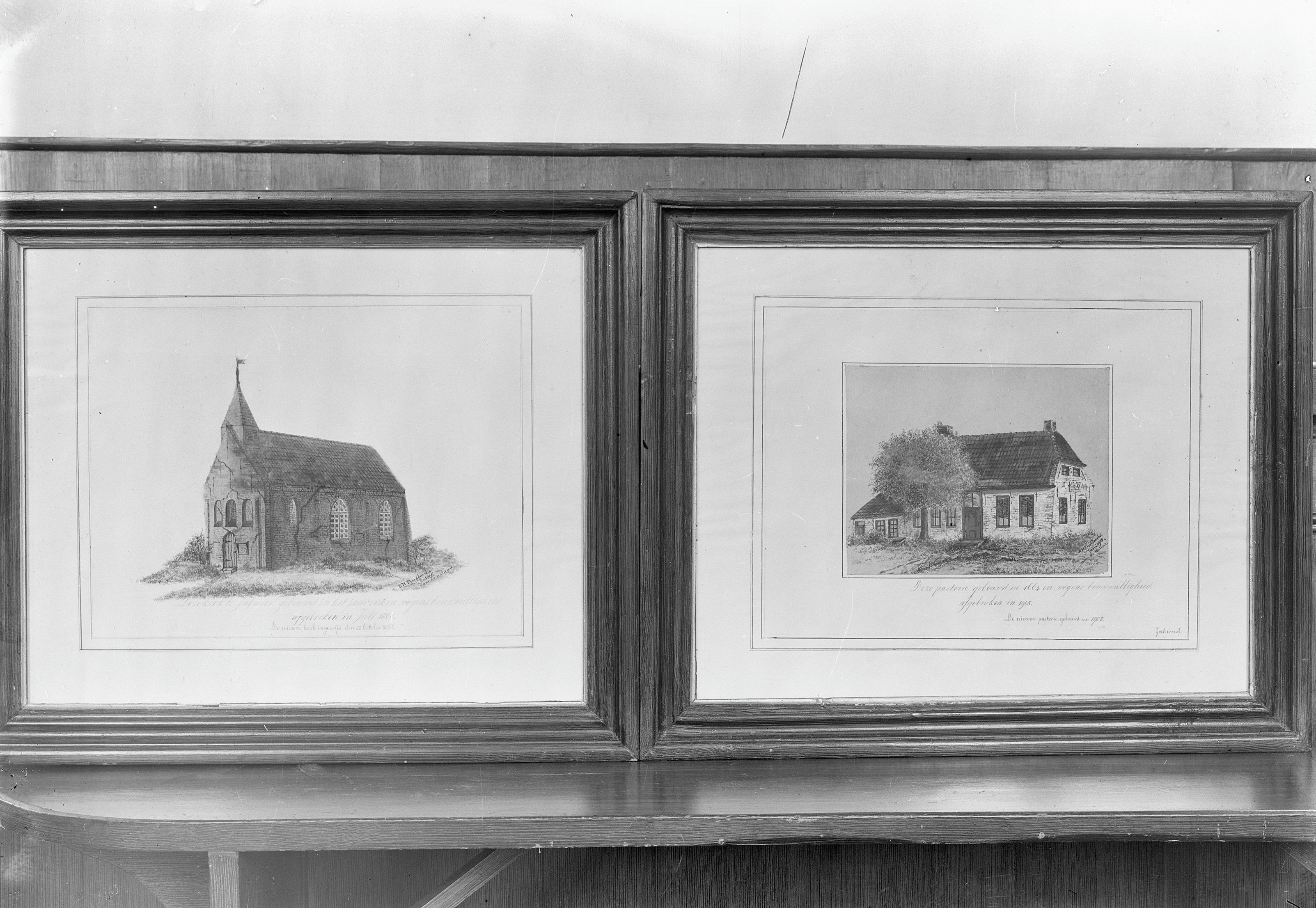
Tekeningen van de voormalige kerk en pastorie

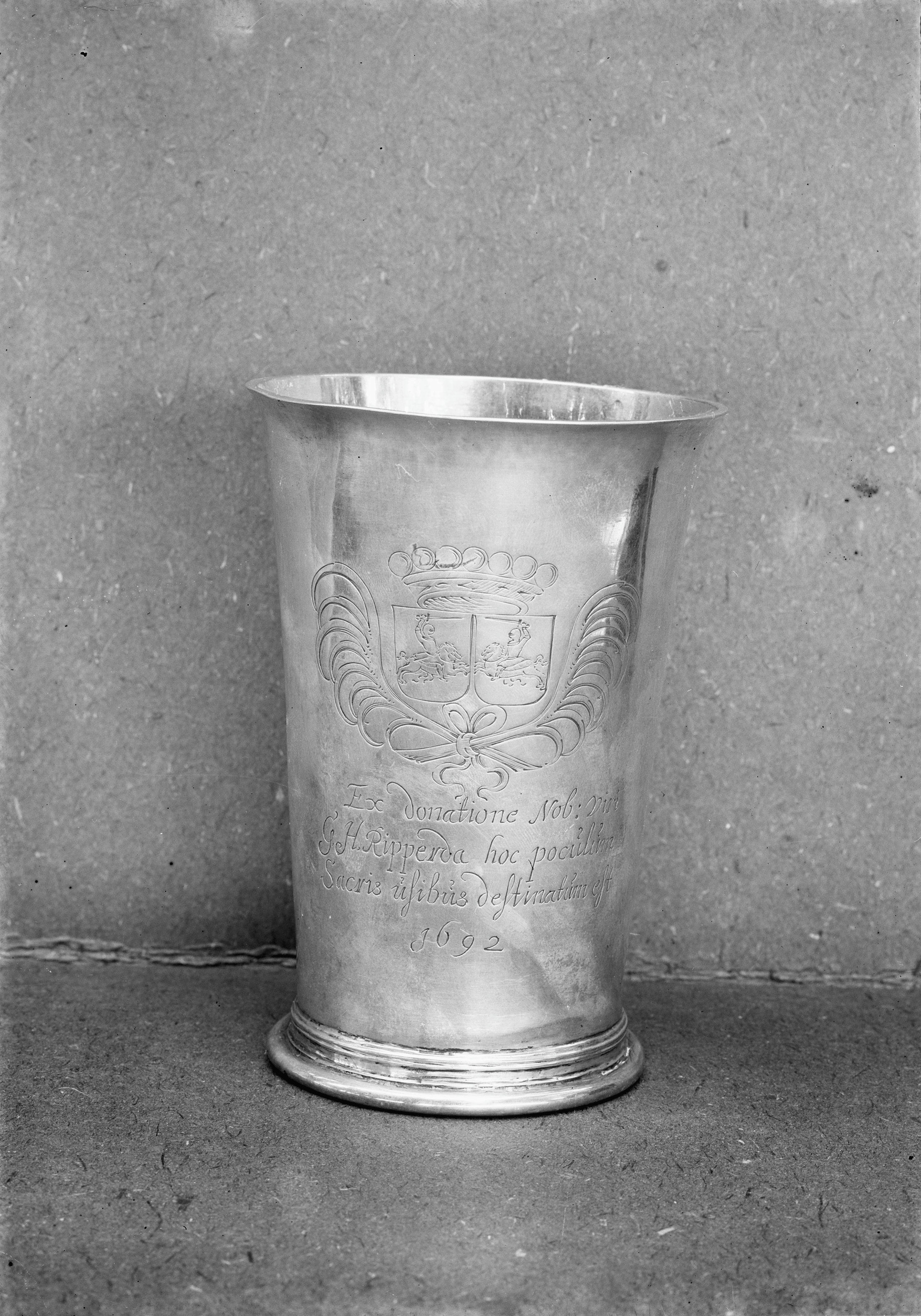
De avondmaalsbeker van Jukwerd uit 1692, geschonken door Gijsbert Herman Ripperda (Museum Stad Appingedam)

De kerk van Jukwerd is een 19e-eeuws kerkgebouw in Jukwerd in de gemeente Eemsdelta in de Nederlandse provincie Groningen. Het huidige gebouw dateert van 1866 en diende als vervanger voor een middeleeuwse voorganger. In 1971 verloor het de functie van kerk en in 1981 volgde een verbouwing tot woonhuis en atelier.

## Beschrijving

### Stichting
De kerk van Jukwerd is gelegen op een in 1917 grotendeels afgegraven wierde waardoor de hoge ligging geaccentueerd wordt. De voorganger van de kerk was oorspronkelijk gewijd aan Barbara van Nicomedië. Deze kerk zou gebouwd zijn in 1536 nadat de mannen van Karel van Gelre de kerk van Jukwerd in brand gestoken hadden ten tijde van de bezetting van Appingedam. Er wordt echter op basis van een bewaard gebleven afbeelding ook wel gesteld dat de voorganger vroeg 13e-eeuws was. Blijkens deze tekening bestond deze kerk uit drie traveeën met spaarvelden aan weerszijden van rondboogvensters. De kerk had een halfronde koorsluiting. Evenals de kerken van Krewerd en Marsum werd ook de kerk van Jukwerd gesticht als dochterkerk van de kerk van Holwierde.

### Collatie
De collatie van de kerk van Jukwerd was lange tijd in handen van het geslacht Ripperda. Deze familie bezat waarschijnlijk ook de plaatselijke borg Hettema. De collatie van onder meer de kerken van Holwierde, Jukwerd, Krewerd, Losdorp, Marsum, Tjamsweer en Uitwierde was verbonden aan het Huis te Oosterwijtwerd, eigendom van de familie Ripperda. In het Museum Stad Appingedam wordt een avondmaalsbeker van de kerk van Jukwerd bewaard die geschonken is door Gijsbert Herman Ripperda. Ook was er in de vorige kerk een venster aanwezig met het wapen van Ripperda, mogelijk vervaardigd door Dirck en Wouter Crabeth. Dit venster werd geplaatst in de borg Ekenstein.
Via het huwelijk van Margaretha Bouwina Tjarda van Starkenborgh met Egbert Rengers van Farmsum kwam het Huis te Oosterwijtwerd in het bezit van de familie Rengers en daarmee de collatie van Jukwerd. Deze familie had reeds het Huis te Farmsum aangekocht, eveneens voormalig Ripperda bezit. Aan het Huis te Farmsum waren de collatie van Farmsum, Heveskes, Meedhuizen, Oterdum en Weiwerd verbonden. Een bewaard gebleven windvaan van de kerk van Jukwerd uit circa 1745 toont het alliantiewapen van Egbert en Margaretha. Uiteindelijk werd de collatie aan de kerkelijke gemeente geschonken door Anthony Gustaaf de Geer op voorwaarde dat hij nog eenmaal de predikant mocht benoemen. De Geer was getrouwd met Hester van Lintelo, een achterkleindochter van Egbert Rengers van Farmsum.

### Huidige kerk
Hoewel vele kerkgebouwen eind 18e en begin 19e eeuw afgebroken werden omwille van een gering aantal parochianen, bleef Jukwerd (68 inwoners in 1795) dit lot bespaard. De vorige kerk werd in verband met bouwvalligheid in 1866 afgebroken en vervangen door de huidige. Een gedenksteen boven de ingang herinnert aan de bouw. Het is een zaalkerk die gedeeltelijk gepleisterd is en bestaat uit drie traveeën, gescheiden door lisenen. Naast de kerkgemeente Jukwerd gebruikten in de jaren na de Tweede Wereldoorlog ook de vrijzinnig protestanten uit het nabijgelegen Appingedam het kerkje voor hun tweewekelijkse kerkdiensten.
In 1971 werd het kerkgebouw buiten gebruik gesteld daar de kerkelijke gemeente fuseerde met die van Tjamsweer. In het verleden vormde Jukwerd meermaals een combinatie met Krewerd. Het kerkgebouw raakte in verval, maar werd in 1981 door een particulier gekocht en verbouwd tot woonhuis en atelier. De opengewerkte dakruiter werd in 1996 hersteld. Het uurwerk van de kerk is afkomstig uit de kerk van Oterdum die in 1971 afgebroken werd. De kerkklok dateert van 1949 en werd vervaardigd door Van Bergen te Heiligerlee. In en rond de kerk zijn nog enkele 18e en 19e-eeuwse grafzerken aanwezig. Een 17e-eeuwse zandloper uit de kerk maakt deel uit van de collectie van het Groninger Museum.
Kerk en pastorie staan op de lijst van gemeentelijke monumenten in Eemsdelta.

## Orgel
De kerk kreeg in 1866/1867 een orgel van de hand van Nicolaas Anthonie Gerhardus Lohman. In 1917 werd aan A.S.J. Dekker uit Goes opdracht gegeven voor de bouw van een nieuw orgel, dat op 3 maart 1918 in gebruik werd genomen. Het werd bij de verbouwing tot woonhuis in 1981 aangekocht door een particulier uit Appingedam. Pijpwerk van het orgel is vervolgens gebruikt voor het orgel van de vrijgemaakt gereformeerde kerk te Enumatil.